# Boulevarden Station
Boulevarden Station er et dansk trinbræt i den vestlige del af byen Varde i Vestjylland.
Nu et trinbræt i Varde på ruten Varde – Nørre Nebel. 